# China Railway Rolling Stock Corporation

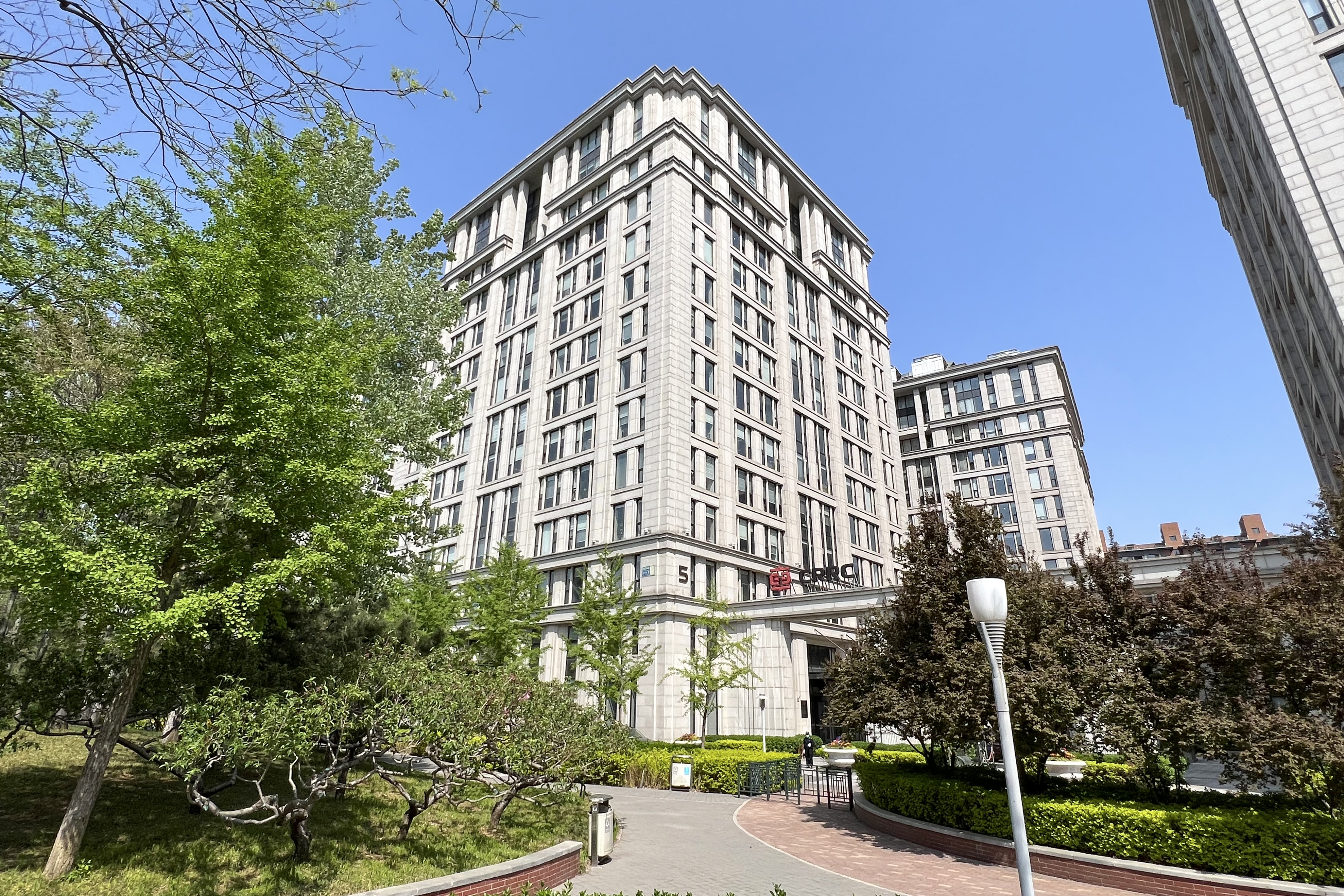
Hauptsitz von CRRC in Peking

Die China Railway Rolling Stock Corporation (kurz CRRC) ist der größte Schienenfahrzeughersteller der Welt und einer der größten Industriekonzerne. Er hat seinen Hauptsitz in Peking.

## Geschichte

### Entstehung
Der Konzern entstand durch den Ende 2014 angekündigten und per 1. Juni 2015 komplettierten Zusammenschluss der beiden staatseigenen Unternehmen China CNR Corporation Limited (CNR) und CSR Corporation Limited (CSR). Die Zusammenführung wurde mittels Aktientausch durchgeführt. Als Gründe für die Fusion wurden Effizienzsteigerung und bessere internationale Wettbewerbsfähigkeit genannt. Die Fusion trat am 1. Juni 2015 in Kraft, wobei jede CNR-Aktie gegen 1,1 CSR-Aktien umgetauscht wurde – das fusionierte Unternehmen wurde zum größten Schienenfahrzeughersteller der Welt und hielt über 90 % des chinesischen Marktes. Die beiden Teile waren, bis zu einer zwecks Stärkung des Wettbewerbs vorgenommenen Auftrennung im Jahr 2000, bereits früher einmal ein gemeinsames Unternehmen.

### Expansion ins Ausland
Nach der erneuten Fusion begann CRRC mit der Expansion ins Ausland. Nachdem das Unternehmen im Oktober 2014 einen Auftrag mit einem Volumen von 556,6 Millionen US-Dollar für die Produktion von 284 U-Bahn-Wagen (später auf 404 erweitert) für die rote und orange Linie der Massachusetts Bay Transportation Authority erhalten hatte, begann es mit dem Bau eines 13.900 Quadratmeter großen Montagewerkes in Springfield, Massachusetts. Das Werk wurde auf einem ehemaligen Betriebsgelände von Westinghouse errichtet. Die Bauarbeiten begannen im September 2015 und die Produktion der ersten Bahnen im April 2018.

### Bestechungsvorwürfe in Südafrika
Im Juni 2016 wurde ein Vorgängerunternehmen von CRRC, CSR Corporation Limited, in Bestechungsvorwürfe verwickelt. Das Unternehmen habe Bestechungsgelder gezahlt, um im Jahr 2012 eine Ausschreibung über 6 Milliarden US-Dollar zur Lieferung von 600 Lokomotiven an die staatliche Passenger Rail Agency of South Africa (PRASA) zu erhalten. Es wurde berichtet, dass Busisiwe Mkhwebane, die später Public Protector (Ombudsfrau; wörtlich: „Öffentlicher Beschützer“) von Südafrika wurde, in den Deal verwickelt war, als sie als Beraterin für Einwanderung und Bürgerdienste in der südafrikanischen Botschaft in China arbeitete. Im Jahr 2020 wurde berichtet, dass die Gelder, die zur Finanzierung eines angepassten Vertrags zur Lieferung der von der CSR Corporation (jetzt in CRRC umgewandelt) hergestellten Lokomotiven bereitgestellt wurden, vom südafrikanischen Finanzamt aufgrund möglicher Korruptionsfälle, die an Mitarbeiter der Familie Gupta gezahlt wurden, eingefroren wurden.

### US-Sanktionen
Das Verteidigungsministerium der Vereinigten Staaten erklärte, CRRC sei ein Lieferant der Volksbefreiungsarmee. Im November 2020 erließ Donald Trump eine Durchführungsverordnung, die es jedem amerikanischen Unternehmen oder jeder Einzelperson verbot, Anteile an Unternehmen zu besitzen, die nach Angaben des US-Verteidigungsministeriums Verbindungen zur Volksbefreiungsarmee haben, zu denen auch CRRC gehörte.
Im Oktober 2022 fügte das US-Verteidigungsministerium CRRC zu einer Liste „chinesischer Militärunternehmen“ hinzu, die in den USA tätig sind.

### EU-Untersuchung
Im Februar 2024 leitete die Europäische Union eine Untersuchung gegen CRRC wegen angeblicher Nutzung staatlicher Subventionen zur Unterbietung europäischer Lieferanten ein.

## Unternehmen

### Kennzahlen
Gemessen am kombinierten Umsatz von 224 Mrd. Yuán (2014) ist das Konglomerat CRRC das weltgrößte Unternehmen der Branche und einer der größten Industriekonzerne. Der Wert der beiden Ursprungsunternehmen lag 2014 bei 299,7 Mrd. Yuán. Am ersten Notierungstag der Aktie an den Börsen in Hongkong und Shanghai erreichte die Marktkapitalisierung von CRRC umgerechnet 130 Mrd. US-Dollar, lag damit an zweiter Stelle hinter General Electric, vor Siemens und Alstom. Bereits jedes der beiden Ursprungsunternehmen CNR und CSR war mit umgerechnet knapp 12 Mrd. Euro Umsatz (2013) mehr als doppelt so groß wie die Bahnsparten von Siemens, Alstom und Bombardier.
Nach Erhebung des Internationalen Wirtschaftsforum für Regenerative Energiewirtschaft für das Jahr 2020 installierte die Tochtergesellschaft CRRC Wind Power in diesem Jahr Windkraftanlagen mit einer Leistung von 3,84 Gigawatt. Sie steht damit im internationalen Ranking der Windkraftanlagenhersteller auf Platz 9.
CNR erzielte 2014 einen Nettogewinn von 4,49 Mrd. Yuán, CSR 5,31 Mrd. Yuán. Zu Beginn waren bei CRRC 175.700 Mitarbeiter beschäftigt.

### Leitung
Zum Vorstandsvorsitzenden des Gesamtkonzerns wurde der bisherige CNR-Vorsitzende Cui Dianguo ernannt. Xi Guohua, bisher Präsident von CNR, wurde Präsident der CRRC. Der Vorstandsvorsitzende von CSR, Zheng Changhong, wurde Vizevorsitzender der CRRC, CSR-Präsident Liu Hualong Vizepräsident.

## Auswahl der Exporte

### Deutschland

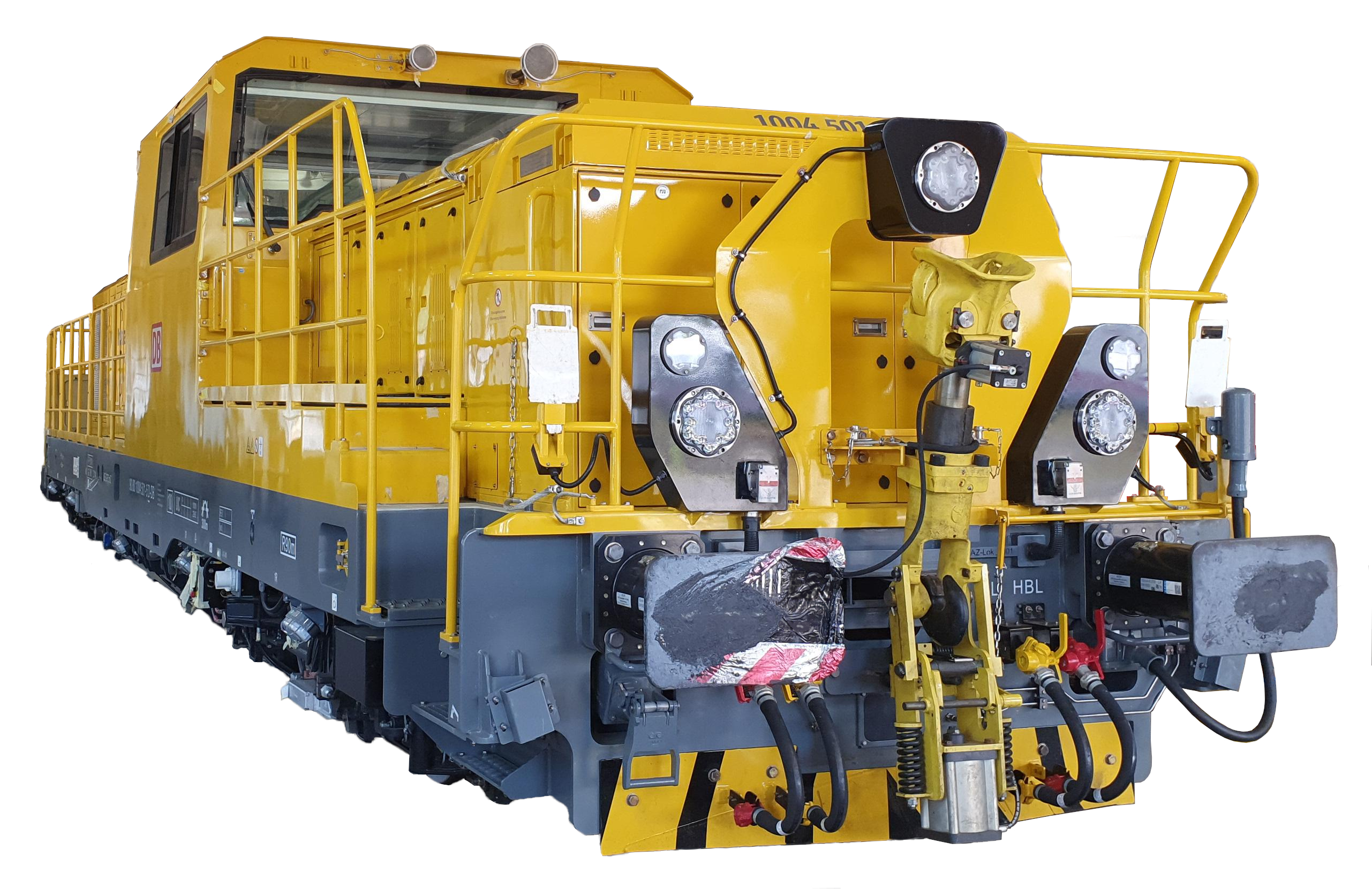
Baureihe 1004 der DB

Im Juni 2018 bestellte die Deutsche Bahn bei CRRC vier Rangierlokomotiven mit dieselelektrischem Antrieb für die S-Bahnen in Hamburg und Berlin (DB-Baureihe 1004). Über einen Rahmenvertrag besteht die Option auf Bestellung von 16 weiteren Rangierloks. Eine erste Lokomotive wurde im Sommer 2018 auf der Innotrans vorgestellt. Im Mai 2019 wurde diese Lok an die S-Bahn Hamburg geliefert, im August 2019 wurden mit einer zweiten Lokomotive erste Probefahrten durchgeführt.
Im August 2019 übernahm CRRC den Geschäftsbereich Transportation von Vossloh Rolling Stock, zu dem unter anderem das Lokomotivwerk in Kiel-Suchsdorf gehört.

### Österreich

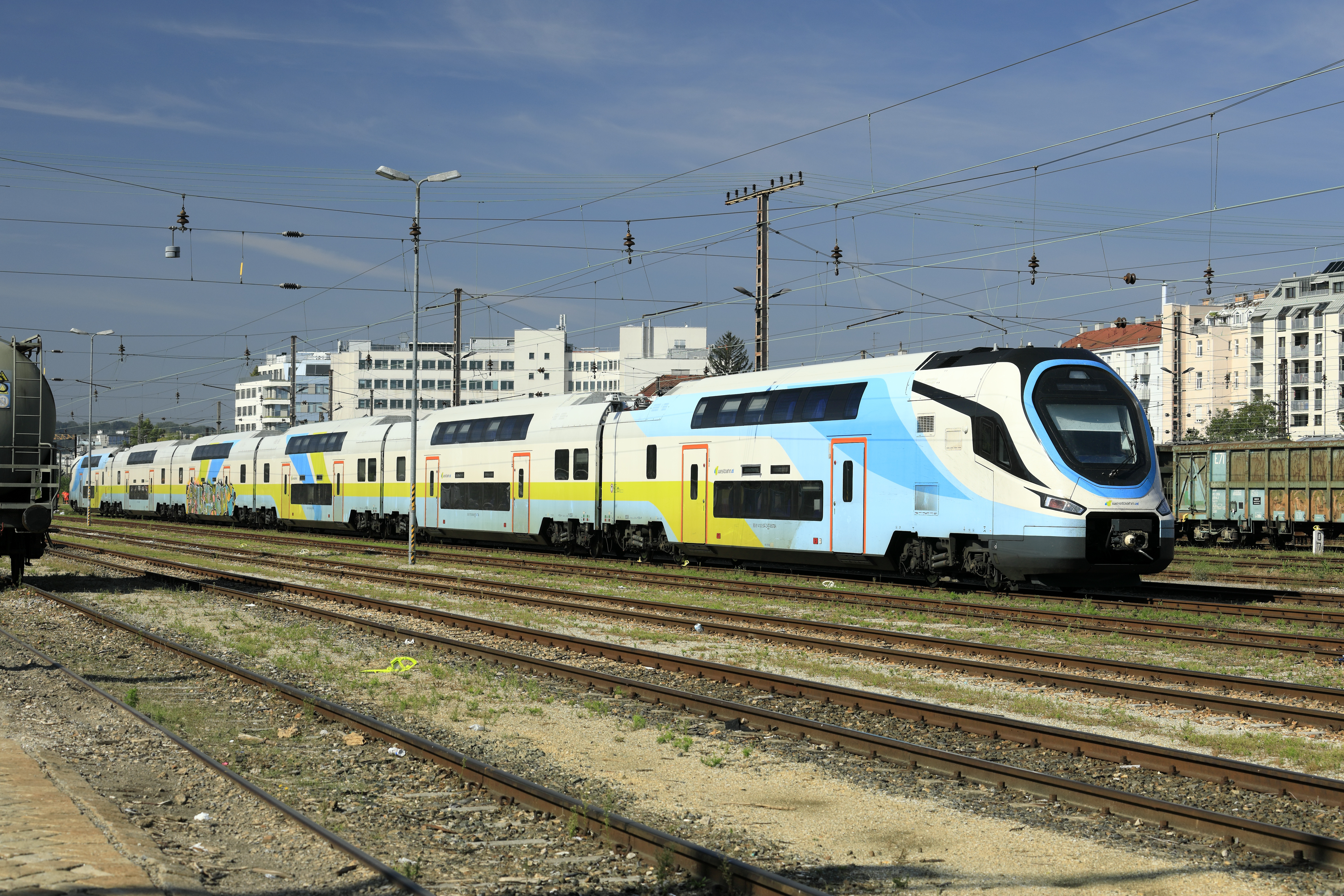
Doppelstockzug für die Westbahn

Die CRRC ZELC Verkehrstechnik GmbH mit Sitz im Wiener DC Tower soll mit Beratungsdienstleistungen, der Umsetzung künftiger Projekte in Europa, Materialeinkauf, der Abwicklung von Instandhaltungs- und Garantie-Leistungen sowie Marketingsupport als Brückenkopf in Europa dienen.
Bereits im März 2019 dachte das österreichische Eisenbahnunternehmen Westbahn über den Kauf von Zügen der CRRC nach. Am 1. Juni 2021 präsentierte CRRC über den staatlichen chinesischen Nachrichtensender CCTV einen 200 km/h schnellen und unter 25 kV mit 50 Hz sowie 15 kV mit 16,7 Hz einsetzbaren Triebwagen im Westbahn-Design. Die Westbahn beabsichtigte, vier Fahrzeuge ab Sommer oder Herbst 2023 für den Einsatz in fünf europäischen Ländern, darunter Österreich, Deutschland und Ungarn, zu mieten.

### Tschechien

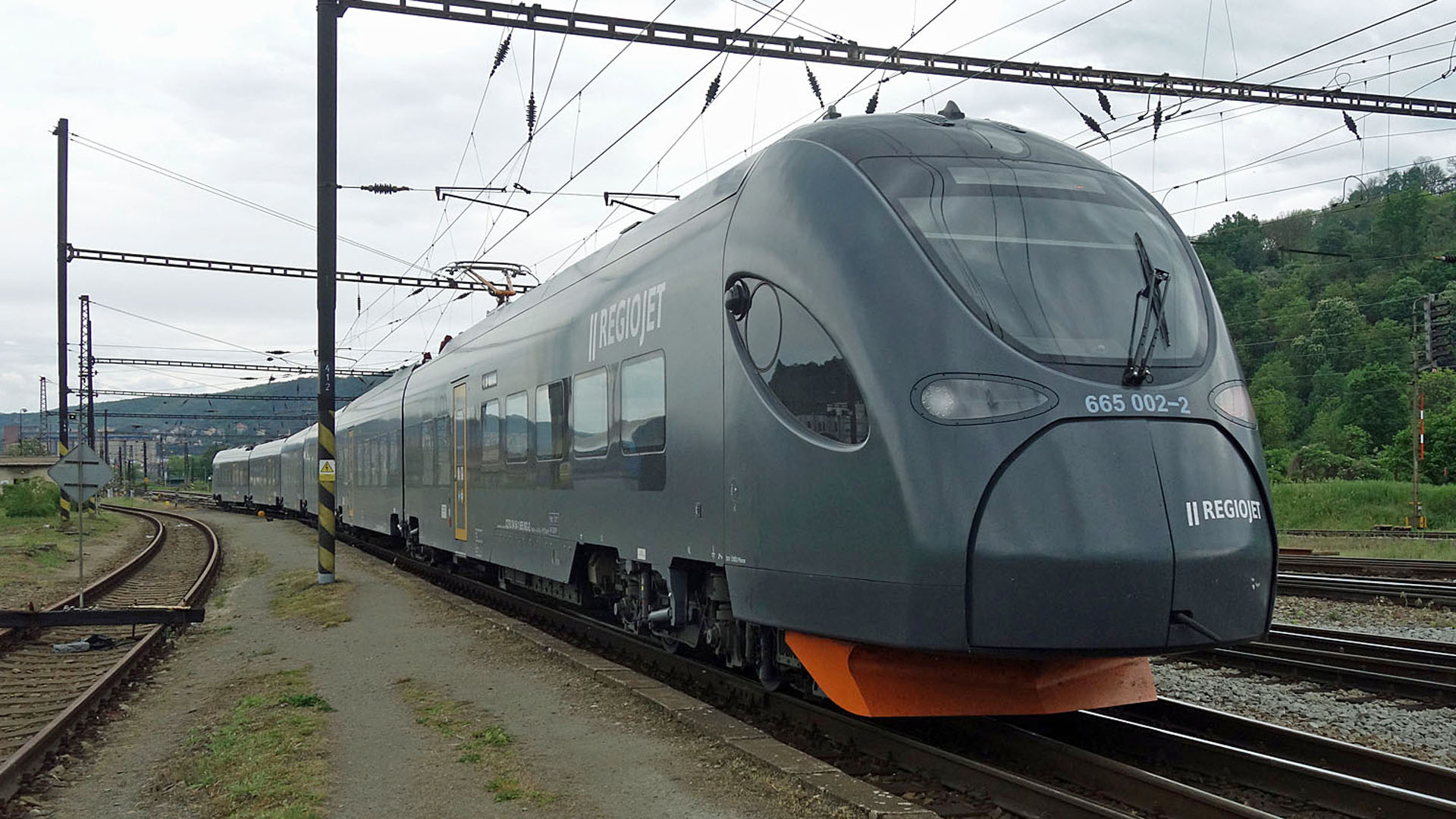
Ein CRRC Sirius in Ústí nad Labem

Im September 2016 schloss das tschechische Eisenbahnverkehrsunternehmen Leo Express einen Vertrag über die Lieferung von drei elektrischen Triebzügen des Typs Sirius. Für CRRC ist dies der erste Auftrag in der Europäischen Union. Es bestand eine Option auf weitere 27 Fahrzeuge. Die Fahrzeuge befanden sich im Dezember 2020 in der Zulassungsphase. Der Auftraggeber kündigte den Vertrag im April 2022. Im September 2024 wurden sie vom Hersteller an Regiojet vermietet.

### Ungarn
Rail Cargo Hungaria hatte im Oktober 2019 bei CRRC je zwei Hybrid-Güterzugloks für den Verschub- und Streckendienst bestellt. Die erste Streckenlokomotive wurde im September 2020 fertiggestellt und ist Anfang 2021 in Europa eingetroffen und wird getestet.
Parallel dazu wurden zwei Akku-Oberleitungs-Hybrid Rangierloks vom Typ 461 bestellt.

### Vereinigte Staaten

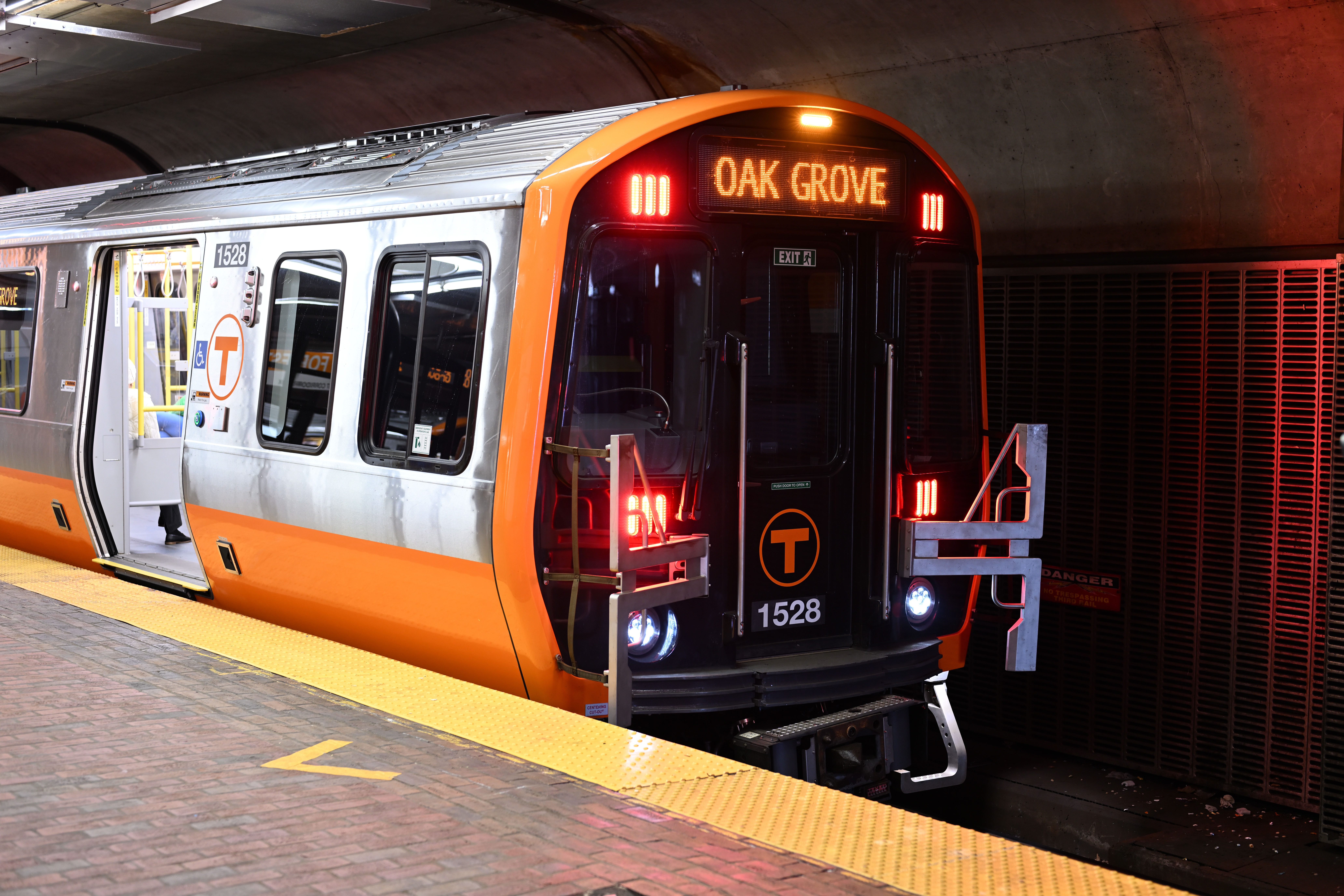
Wagen der Orange Line in Boston

Im Oktober 2014 erhielt das Unternehmen einen Auftrag über 284 Fahrzeuge (später auf 404 Fahrzeuge erweitert) für U-Bahn-Fahrzeuge für die Linien Red und Orange der Massachusetts Bay Transportation Authority. Im März 2016 erhielt CRRC Qingdao Sifang einen Auftrag zum Bau von 400 Fahrzeugen der Serie 7000 für die Chicago Transit Authority (CTA) mit einer Option für weitere 446 Fahrzeuge. Die Auftragskosten betrugen 632 Millionen US-Dollar bis zu 1,3 Milliarden US-Dollar mit Optionen. Infolgedessen begann CRRC mit dem Bau eines Montagewerks für 40 Millionen US-Dollar in Chicago, das von Cornerstone Architects Ltd. mit Sitz in Itasca, IL, entworfen wurde.

### Singapur

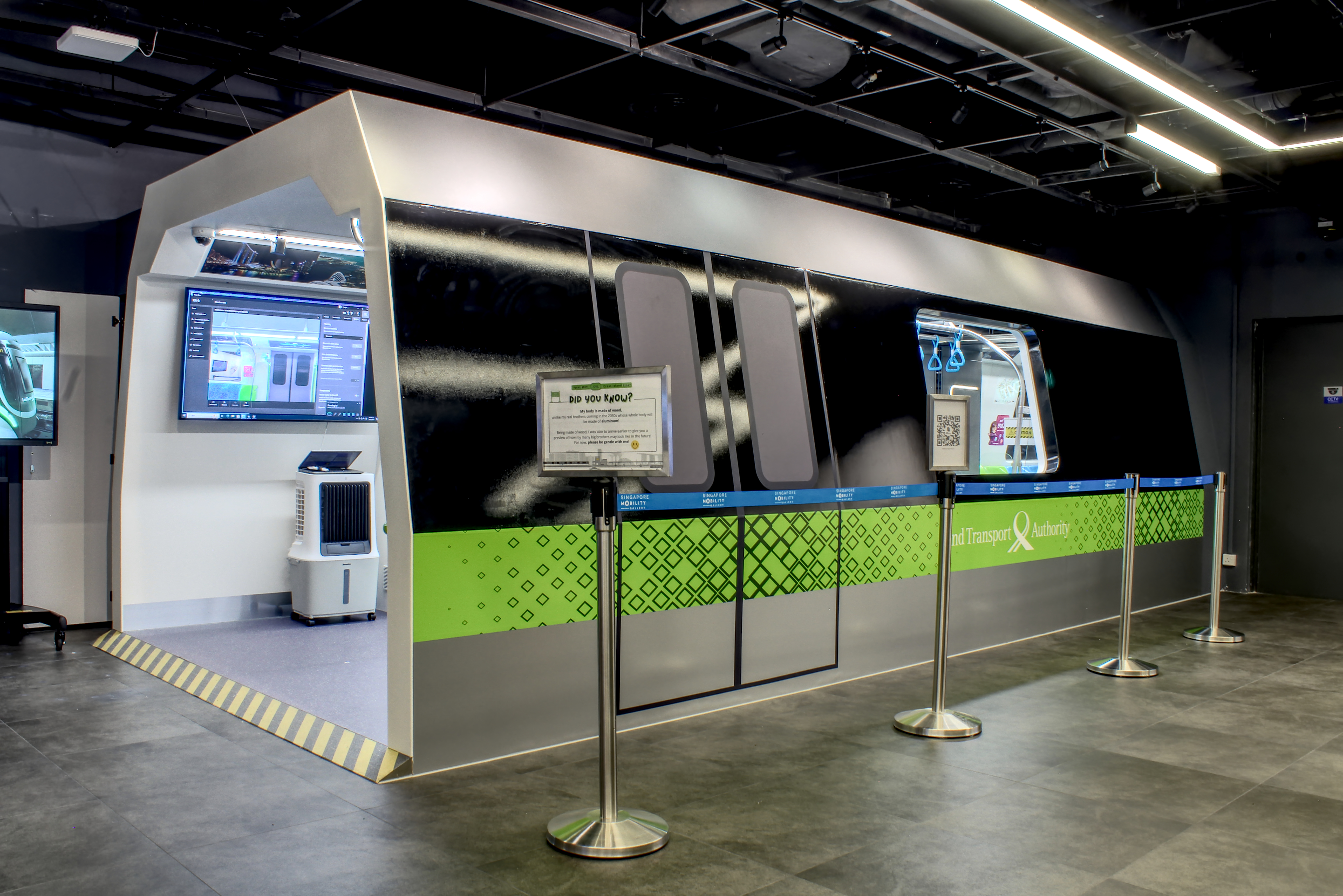
Mockup eines CRRC CR151 für MRT

Für den Mass Rapid Transit (MRT) in Singapur lieferte CRRC, teilweise in einem Konsortium mit anderen Herstellern, verschiedene Baureihen von Metrozügen.
Kawasaki Heavy Industries (KHI) arbeitete im Jahr 2009 mit CRRC Sifang Co Ltd. zusammen, um die C151A-Einheiten als MRT-Züge der vierten Generation für SMRT-Züge, in Singapur herzustellen. Insgesamt wurden 22 Triebzüge mit jeweils 6 Wagen gebaut. Bis 2010 war die Hälfte der Triebzüge fertiggestellt, und die Tests wurden 2011 von Kawasaki Heavy Industries durchgeführt, bevor sie im Dezember 2011 vollständig ausgeliefert wurden. Weitere 78 Wagen (13 Züge) von C151A-Zügen sollen bis 2014 in Produktion sein. 2012 werden KHI und CSR Sifang zusammenarbeiten, um die neuen 168 Wagen (28 Züge) von C151B-Zügen herzustellen, und von 2015 bis 2017 liefern. Weitere 174 Wagen (29 Züge) von C151B-Zügen wurden 2014 bestellt und werden von geliefert 2017 bis 2019 und insgesamt 57 Züge, aber sie wurden wie angekündigt auf 45 Sätze reduziert und der erste Zugsatz wurde 2015 ausgeliefert. Bis 2019 werden voraussichtlich weitere 12 Sätze C151C-Züge hinzugefügt, die 2015 bestellt wurden.
Im Jahr 2013 plante Kawasaki Heavy Industries (KHI), CSR Sifang wegen Patentverletzung zu verklagen, nachdem ihre Partnerschaft aufgelöst worden war. KHI bedauerte zutiefst den Abschluss der Partnerschaft. KHI ließ daraufhin die Aktion fallen.
Im Jahr 2014 hatte LTA die neuen 364 Wagen (91 Triebzüge mit 4 Wagen) von T251 Trains bestellt, die von KHI und CSR Sifang für die Thomson-East Coast Line hergestellt wurden, und wird vollautomatische und fahrerlose Züge sowie die ersten Züge in Singapur haben Diese 91 neuen Züge werden ab 2018 ausgeliefert, um 5 Türen auf jeder Seite und jedem Wagen zu haben.
Am 5. Juli 2016 hatte eine in Hongkong ansässige gemeinnützige Nachrichtenorganisation FactWire die Nachricht verbreitet, dass SMRT C151A an mehreren Mängeln in Bezug auf in China hergestelltes Material leidet, und die gesamten Ermittlungsarbeiten auf YouTube veröffentlicht. und die meisten seiner Ansprüche werden später vom Bahnbetreiber SMRT und den Verkehrsbehörden in Singapur, Land Transport Authority, anerkannt. Die gesamte Ausgabe hat seitdem in Hongkong und Singapur zahlreiche Kontroversen ausgelöst, und einige Gerüchte verbreiteten sich auch im Internet.
CRRC wird auch die Züge für die neue Cross Island Line liefern.

### Chile
CRRC Sifang lieferte sechs Zweikrafttriebzüge an EFE Central. Die Vierwagenzüge sind mit 160 km/h die schnellsten Züge Südamerikas und werden seit 2024 auf der teilweise elektrifizierten Strecke von Santiago nach Curicó eingesetzt.

## Produkte
CRRC beabsichtigte im Jahr 2021, eine 600 km/h schnelle Magnetschwebebahn, den CRRC 600, in Serie zu produzieren. Die Fahrzeit zwischen Peking und Shanghai soll damit 3½ Stunden betragen.

### Europa
In Europa bietet CRRC die folgenden Fahrzeuge an.

#### Lokomotiven
| Typ                              | Leistung                                                                                     | Höchstge- schwindigkeit | Masse  | Stromsysteme                                  | Kunden                                 | Bemerkung                                      |
| -------------------------------- | -------------------------------------------------------------------------------------------- | ----------------------- | ------ | --------------------------------------------- | -------------------------------------- | ---------------------------------------------- |
| Bison                            | 6400 kW                                                                                      | 160–230 km/h            | 90 t   | 1500 V = 3000 V = 15 kV, 16,7 Hz 25 kV, 50 Hz |                                        |                                                |
| Streckenlokomotive               | 5600 kW (350 kW Batterie)                                                                    | 140 km/h                | 90 t   | 15 kV, 16,7 Hz 25 kV, 50 Hz                   | Rail Cargo Hungaria (RCH)              | mit Lithium-Batterien                          |
| Grasshopper (CHA1B1)             | 850 kW (400 kW Batterie)                                                                     | 100 km/h                | 74 t   | 25 kV, 50 Hz                                  | Rail Cargo Hungaria (RCH)              | Rangierlokomotive mit 350-kWh-Batterie         |
| AZ-Lokomotive (DB-Baureihe 1004) | 750 kW (Stromschiene) 750 kW (Dieselmotor + Batterie) 600 kW (Dieselmotor) 150 kW (Batterie) | 100 km/h                | 64 t   | 750 V =                                       | S-Bahn Berlin / DB Netz Instandhaltung | Rangierlokomotive mit Dieselmotor und Batterie |
| Kleinstlok HH                    | 400 kW (Hybrid-Power-Modus) 250 kW (Diesel-Modus) 150 kW (Lithium-Batterie-Modus)            | 80 km/h                 | 56 t   | 750 V =                                       | S-Bahn Hamburg                         | Rangierlokomotive mit Dieselmotor und Batterie |
| InnoShunt 1063                   | 1700 kW                                                                                      | 100 km/h                | 81,4 t | 15 kV, 16,7 Hz                                | ÖBB                                    |                                                |
| MŽ-Baureihe 443                  | 4800 kW                                                                                      | 120 km/h                | 90 t   | 25 kV, 50 Hz                                  | Makedonski železnici                   |                                                |
| Wechselspannungslokomotive       | 7000 kW                                                                                      | 140 km/h                | 120 t  | 25 kV, 50 Hz                                  | Serbien                                |                                                |

#### Triebzüge Vollbahn
| Typ           | Höchstge- schwindigkeit | Wagen | Länge   | Stromsysteme                | Baujahr | Kunden                | Bemerkung      |
| ------------- | ----------------------- | ----- | ------- | --------------------------- | ------- | --------------------- | -------------- |
| Westbahn 4100 | 200 km/h                | 6     | 158 m   | 15 kV, 16,7 Hz 25 kV, 50 Hz |         | Westbahn              | Doppelstockzug |
| Sirius        | 160 km/h                | 6     | 111,2 m | 3000 V = 25 kV, 50 Hz       | 2019    | LEO Express, Regiojet |                |
| Soko          | 200 km/h                | 4     |         |                             |         | Železnice Srbije      |                |
| EMU           | 140 km/h                | 3     | 60,02 m | 25 kV, 50 Hz                |         | Makedonski železnici  |                |
| DMU           | 140 km/h                | 3     | 60,8 m  | -                           | 2016    | Makedonski železnici  | Dieseltriebzug |

#### Triebzüge Nahverkehr
| Typ   | Wagen | Höchstge- schwindigkeit | Länge    | Breite  | Stromsysteme | Kunden       |
| ----- | ----- | ----------------------- | -------- | ------- | ------------ | ------------ |
| Metro | 3     |                         | 68637 mm | 3124 mm | 750 V =      | Metro Ankara |
| LRV   | 4     | 80 km/h                 | 94400 mm | 2650 mm | 750 V =      | Metro Izmir  |